# SN 2010ha
SN 2010ha – supernowa odkryta 19 sierpnia 2010 roku w galaktyce IC1764. W momencie odkrycia miała maksymalną jasność 18,90m.